# Pasarela Pedro Arrupe
La pasarela Pedro Arrupe es una pasarela peatonal sobre la ría de Bilbao, en Vizcaya, España.

## Ubicación
Dedicada al sacerdote Pedro Arrupe, se encuentra en Abandoibarra, junto al Museo Guggenheim de Bilbao y la Universidad de Deusto. Fue inaugurada junto con el paseo de Abandoibarra y la avenida de las Universidades. La pasarela está construida en acero, si bien el interior es de madera, creando un atractivo contraste a la vista.